# 大屯乡 (北镇市)
大屯乡，是中华人民共和国辽宁省锦州市北镇市下辖的一个乡镇级行政单位。

## 行政区划
大屯乡下辖以下地区：
大屯村、郝屯村、小赵屯村、二台子村、小孤家子村、水泉子村、李佛村、腰三家子村、冯屯村和车堡子村。